# Joachim Schwalbach
Joachim Schwalbach (* 15. Juli 1948 in Schwäbisch Hall) ist ein deutscher Betriebswirt.

## Leben
Nach dem Besuch der Volksschule und einer Berufsausbildung als Vermessungstechniker erwarb Joachim Schwalbach die Hochschulreife auf dem Zweiten Bildungsweg. Nach dem Abitur an einem Wirtschaftsgymnasium studierte er Betriebswirtschaftslehre an den Universitäten München, Southampton und der Freien Universität Berlin. Während seiner Anstellung am International Institute of Management, dem Vorläufer des heutigen Wissenschaftszentrum Berlin für Sozialforschung, promovierte er als externer Doktorand an der Universität Bonn bei Carl Christian von Weizsäcker und Horst Albach mit einer empirischen Studie zum Thema Zur Ökonomie der Mehrbetrieblichkeit. Unter Albach habilitierte Schwalbach an der Otto Beisheim School of Management in Vallendar und erhielt die Venia Legendi sowie den Titel Privatdozent für Betriebswirtschaftslehre und Industrieökonomik.

## Wirken
Von 1977 bis 1990 war Schwalbach am Wissenschaftszentrum Berlin für Sozialforschung angestellt, bei welchem er von 1988 bis 1990 den Forschungsschwerpunkt Industrieökonomik als kommissarischer Direktor leitete. Er folgte dann einem Ruf der Freien Universität Berlin auf den Schering-Stiftungslehrstuhl für Allgemeine Betriebswirtschaftslehre mit dem Schwerpunkt mittelständische Wirtschaft. 1993 wechselte er an die Humboldt-Universität zu Berlin auf den Lehrstuhl für Internationales Management und ist seitdem Direktor des Instituts für Management an der Wirtschaftswissenschaftlichen Fakultät. Von 2002 bis 2004 fungierte Schwalbach als Prodekan und von 2004 bis 2006 leitete er die Wirtschaftswissenschaftliche Fakultät als Dekan. Seit 2009 ist er Mitglied im Akademischen Senat der Humboldt-Universität.
Schwalbach ist ständiger Gastprofessor an der Graduate School of Business der Stanford University und an der School of Business der Sun Yat-sen University in Guangzhou in China.
Die Forschungsgebiete Schwalbachs umfassen die wirtschaftlich wie gesellschaftlich relevanten Themen der Corporate Governance und Corporate Social Responsibility. In jüngster Zeit forscht er zum Thema des ehrbaren Kaufmanns.
Schwalbach war und ist Mitherausgeber zahlreicher Fachzeitschriften – wie beispielsweise der Zeitschrift für Betriebswirtschaft.

## Gutachten für die Atomwirtschaft
Für das Deutsche Atomforum sollte vor der Bundestagswahl 2009 die Firma GlobalKomm von Schwalbachs Frau Astrid Drabant-Schwalbach die mit 135.000 € veranschlagte Studie Gesellschaftsrendite der Kernenergienutzung in Deutschland. Eine Studie zum volkswirtschaftlichen, sozialen, gesellschaftlichen und ökologischen Nutzen der Kernenergie erstellen, auf deren Titelseite Joachim Schwalbachs Name und Hochschulfunktion stehen sollte. Die Studie wurde schlussendlich nie fertiggestellt; eine vorläufige Version kann im Internet eingesehen werden. Das Atomforum und GlobalKomm verglichen sich vor dem Landgericht Berlin über das Honorar. Schwalbach beteuerte, die Studie sei kein Gefälligkeitsgutachten; die tageszeitung (taz) schrieb dazu: „In Kreisen der Energiekonzerne sorgt diese Darstellung für Empörung. Dort wird behauptet: Schwalbachs Zwischenergebnisse seien selbst so unbelastbar und gefällig gewesen, dass eine Fortführung des Projekts sinnlos und peinlich geworden wäre.“ () Die in der taz veröffentlichte Zusammenfassung der Studie beurteilte der Journalist Gerd Rosenkranz in einem Interview mit dem NDR als Wiederholung der Propaganda der Atomwirtschaft und kam zu dem Schluss: „[…] das, was Schwalbach macht, ist keine Wissenschaft.“
Die Vorgänge rund um das Gutachten werden auch von dem Präsidium der Humboldt-Universität zu Berlin geprüft. In einem Interview mit der Tageszeitung taz stellt der Präsident Jan-Hendrik Olbertz dar, dass Herr Schwalbach sich gegenüber dem Präsidium schriftlich erklärt habe und im November 2011 noch kein Disziplinarverfahren eingeleitet wurde. Geprüft werde aber, ob Herr Schwalbach gegen die Nebentätigkeitsregelung des Beamtenrechts verstoßen habe. Die Organisation Lobbycontrol kritisierte daraufhin, dass das Präsidium die Aufklärung des Sachverhalts verzögert und nicht schnell genug angegangen habe. Im März 2012 teilte die Universität mit, dass sie wegen „schutzwürdiger privater Interessen“ keine Auskünfte mehr gebe.

## Schriften (Auswahl)
- Zur Ökonomie der Mehrbetrieblichkeit. Inauguraldissertation Universität Bonn, Bonn 1981
- Industry Structure and Performance, with an Introduction by F. M. Scherer. Edition Sigma, Berlin 1985
- Entry and Market Contestability. An International Comparison. mit Paul Geroski, Basil Blackwell, Oxford 1991
- Corporate Governance. Essays in Honor of Horst Albach. 2. Auflage, Berliner Wissenschafts-Verlag, Berlin 2004
- Produktionstheorie. Vahlen-Verlag, München 2004, 2. Auflage: 2008
- Der Ehrbare Kaufmann: Modernes Leitbild für Unternehmen? Zeitschrift für Betriebswirtschaft, Sonderausgabe 1/2007, Gabler, Wiesbaden 2007
- Corporate Social Responsibility. Zeitschrift für Betriebswirtschaft – Journal of Business Economics, Sonderausgabe 3/2008, Gabler, Wiesbaden 2008
- Corporate Social Responsibility and Stakeholder Dynamics. Zeitschrift für Betriebswirtschaft – Journal of Business Economics, Sonderausgabe 1/2010, Gabler, Wiesbaden 2010